# Bettina Falckenberg
Bettina Falckenberg, auch Bettina Titt-Falckenberg, (* 7. September 1926 in München; † 20. Juni 2020 in Essen) war eine deutsche Schauspielerin, Pantomimin und Autorin.

## Leben
Falckenberg wurde als Bettina Claudia Irene Falckenberg in München geboren. Ihr Vater war der Regisseur und Theaterleiter Otto Falckenberg; ihre Mutter dessen dritte Ehefrau, die Bildhauerin und Medaillenkünstlerin Gerda Mädler-Falckenberg. Sie erhielt Schauspielunterricht bei ihrem Vater Otto Falckenberg.
In der Spielzeit 1948/49 war sie am Markgrafen-Theater Erlangen engagiert. Anfang der 50er Jahre trat sie kurzzeitig als Schauspielerin am Bayerischen Staatsschauspiel in München auf. In der Spielzeit 1951/52 spielte sie am Residenztheater München die Rolle der Chrysis in der Uraufführung des Schauspiels Lysistrata (Premiere: 4. Juli 1952) von Hans José Rehfisch. In der Spielzeit 1952/53 übernahm sie in der Erstaufführung des Schauspiels Bernarda Albas Haus (Premiere: Dezember 1952) die kleine Rolle des Mädchens.
Gelegentlich stand Falckenberg auch vor der Kamera. In dem Märchenfilm Brüderchen und Schwesterchen (1953) spielte sie die Königin. In der 1954 gedrehten Filmkomödie Flimmerparade (Erstaufführung: März 1961), einer Kompilation von Ausschnitten aus Stummfilmen, war Bettina Falckenberg in der Rahmenhandlung als Darstellerin zu sehen. Weitere Filmrollen Falckenbergs sind nicht bekannt.
Später war Bettina Falckenberg hauptsächlich als Pantomimin tätig. Sie trat unter anderem gemeinsam mit Jean Soubeyran und dessen Pantomimen-Ensemble auf; auch im Fernsehen waren Soubeyran und Falckenberg gemeinsam zu sehen. 1965 gründete sie, gemeinsam mit dem Pantomimen Günter Titt, die Pantomimenklasse an der Folkwang-Hochschule in Essen. Dies war zu dieser Zeit – und ist bis heute – die einzige professionelle Ausbildung für Pantomimen in Deutschland. An der Folkwang-Hochschule war sie lange Jahre als Schauspiellehrerin und als Lehrerin für Pantomime tätig. 
Nach ihrer Eheschließung mit Günter Titt trug sie den Namen Bettina Titt-Falckenberg. Mit Titt verfasste sie auch gemeinsam ein Lehrbuch für Pantomime, Die Kunst der Pantomime: Abenteuer und Herausforderung (1987). Darin berichtet Falckenberg auch über ihre mehr als 35-jährige Erfahrung als Pantomimin. 2005 veröffentlichte sie unter dem Titel Gott ist auch verreist ein Buch über ihren Bruder Wolfgang Falckenberg (1927–1995), über dessen psychische Erkrankung und sein Leiden.

## Filmografie (Auswahl)
- 1953: Brüderchen und Schwesterchen
- 1961: Flimmerparade
- 1964: Das Leben ist die größte Schau (Fernsehen; Fernsehshow mit Musik)